# Милица Сарић-Вукмановић
Милица Сарић Вукмановић (Београд, 1915 — 2011), учесница Народноослободилачке борбе и друштвено-политичка радница СР Србије.

## Биографија
Рођена је 1915. године у Београду, где је завршила основну школу и гимназију.
Током студија на Правном факултету у Београду, 1933. године се прикључила револуционарном студентском покрету. Била је веома активна и деловала је у скаутској организацији, па је 1935. године била примљена у чланство тада илегалне Комунистичке партије Југославије (КПЈ). Крајем 1936. године била је ухапшена заједно са групом чланова КПЈ којима је руководио Радован Вуковић. Три месеца је била здржана у истражном затвору, али је услед недостатка доказа била пуштена на слободу.
На Правном факултету је дипломирала 1938. године и исте године је постала члан Омладинске секције Месног одбора Странке радног народа, која је представљала покушај легалног рада КПЈ. Године 1940. била је члан Управног одбора београдске подружнице Савеза осигуравајућих, трговачких и индустријских чиновника Југославије (СБОТИЧ). Непосредно пред рат, новембра 1940. године Милица се удала за свог колегу са факултета и партијског друга Ђуру Стругара (1912—1941).
Након окупације Југославије, 1941. године Милица је заједно са супругом Ђуром, који је био члан Покрајинског комитет КПЈ за Србију, радила на организовању Народноослободилачког покрета (НОП) у Београду. Милица је била члан Покрајинског комитета Народноослободилачког фонда. Крајем септембра 1941. године њен супруг је био ухапшен од стране Специјалне полиције и одмах потом убијен. Како је њен даљи опстанак у окупираном Београду био веома ризичан, јер јој је претило хапшење, Милица је новембра 1941. године била упућена у Страгаре, где се укључила се у рад партијске организације и радила политички с једном групом.
Године 1943. од стране Покрајинског комитета КПЈ за Србију била је одређена да прати Светозара Вукмановића Темпа, делегата Врховног штаба НОВ и ПОЈ и ЦК КП Југославије у Македонију. Радила је најпре у Скопљу на припремању једне радио-станице, а затим при Главном штабу НОВ и ПО Македоније на радио-везама, као шифрант.
Фебруара 1944. године постала је члан Окружног комитета КПЈ за Врање, а у лето исте године је прешла у Окружни комитет КПЈ за Прокупље. После прелаза главнине јединица НОВ и ПОЈ из Босне у Србију, септембра 1944. године ушла је у чланство Покрајинског комитета КПЈ за Србију. Након ослобођења Београда, октобра 1944. године прешла је у ослобођени Београд.
После ослобођења радила је у Централном комитету Комунистичке партије Србије и у Институту за изучавање радничког покрета. Имала је чин резервног капетана прве класе. Била је удата за револуционара и друштевно-политичког радника Светозара Вукамновића Темпа (1912—2000). Оба њена супруга били су проглашени за народне хероје.
Након повлачења њеног супруга из активне политике, од 1972. године су живели у селу Режевићима, код Петровца.
Носилац је Партизанске споменице 1941. и дугих југословенских одликовања.

## Легат
Милица Сарић-Вукмановић је заједно са супругом Светозаром Вукмановићем Темпо од почетка 1950-их година почела да сакупља вредна уметничка дела. Колекцију од укупно 230 слика 1965. године даровали су Народном музеју Црне Горе. Аутори већине слика из ове колекције били су Мило Милуновић, Петар Лубарда, Сретен Стојановић и Ристо Стијовић, који су били пријатељи Вукмановићевих. Поред њихових, у збирци се налазе и слике познатих југословенских сликара попут — Јована Бијелића, Бете Вукановић, Петра Коњовића, Лазара Вујаклије, Пеђе Милосављевића, Марка Челебоновића, Лазара Возаревића, Едa Муртића и др.